# Wit-Russische voetbalbond
De Wit-Russische Voetbal Federatie BFF (Wit-Russisch: Белорусская федерация футбола (БФФ), Beloroesskaja Federatsija Foetbola (BFF)) is de Wit-Russische voetbalbond. De BFF organiseert de competities in Wit-Rusland zoals de Vysjejsjaja Liga. De BFF is ook verantwoordelijk voor het Wit-Russisch voetbalelftal.

## Nationale ploegen
- Wit-Russisch voetbalelftal (mannen)
- Wit-Russisch voetbalelftal (vrouwen)
- Wit-Russisch voetbalelftal onder 21 (mannen)
- Wit-Russisch voetbalelftal onder 17 (vrouwen)